# ديف كينكيد
ديف كينكيد (بالإنجليزية: Dave Kincaid)‏ هو موسيقي أمريكي، ولد في 21 مارس 1957.

## وصلات خارجية
- ديف كينكيد على موقع ميوزك برينز (الإنجليزية)
- ديف كينكيد على موقع ديسكوغز (الإنجليزية)